# 6 محرم
- السبت
- الأحد
- الاثنين
- الثلاثاء
- الأربعاء
- الخميس
- الجمعة

- 306 يوليو 2024
- 17 يوليو 2024
- 28 يوليو 2024
- 39 يوليو 2024
- 410 يوليو 2024
- 511 يوليو 2024
- 612 يوليو 2024
- 713 يوليو 2024
- 814 يوليو 2024
- 915 يوليو 2024
- 1016 يوليو 2024
- 1117 يوليو 2024
- 1218 يوليو 2024
- 1319 يوليو 2024
- 1420 يوليو 2024
- 1521 يوليو 2024
- 1622 يوليو 2024
- 1723 يوليو 2024
- 1824 يوليو 2024
- 1925 يوليو 2024
- 2026 يوليو 2024
- 2127 يوليو 2024
- 2228 يوليو 2024
- 2329 يوليو 2024
- 2430 يوليو 2024
- 2531 يوليو 2024
- 261 أغسطس 2024
- 272 أغسطس 2024
- 283 أغسطس 2024
- 294 أغسطس 2024
- 15 أغسطس 2024
- 26 أغسطس 2024
- 37 أغسطس 2024
- 48 أغسطس 2024
- 59 أغسطس 2024

6 مُحرَّم أو 6 مُحرَّم الحرام أو يوم 6 \ 1 (اليوم السادس من الشهر الأوَّل) هو سادس أيَّام السنة وفق التقويم الهجري القمري (العربي). يبقى بعده 348 أو 349 يومًا لانتهاء السنة.

## أحداث
- 61 هـ - وصول جيش عمر بن سعد بأمر من عبيد الله بن زياد لحصار الإمام الحسين بن علي وقتاله في واقعة الطف الفجيعة.
- 776 هـ - مبايعة أبو العباس أحمد المريني بالحكم، حيث كانت هي بداية لفترته الأولى التي استمرت عشر سنين.
- 815 هـ - خروج السلطان الملك الناصر فرج بن برقوق من دمشق بعساكره ونزوله برزة.
- 1097 هـ - الصدر الأعظم يصدر أمرا بإعدام القائد العثماني «ملك إبراهيم باشا» بعد سيطرة الألمان على قلعة أويفار، متهما إياه بالمسئولية عن سقوطها، وكان اسم «ملك إبراهيم» الأصلي هو «شيطان إبراهيم» لكن السلطان العثماني استبدل شيطان بملك بعد انتصاره على الألمان في معركة كرز إلياس.
- 1145 هـ - الأسبان يستعيدون السيطرة على ميناء ومدينة وهران الجزائرية من العثمانيين، وكان العثمانيون قد فتحوا وهران قبل 24 عاما، وخلصوها من الاحتلال الأسباني.
- 1345 هـ - أحمد سكيرج يلقي أول خطبة جمعة في مسجد باريس بعد تدشينه بيوم واحد من قبل السلطان مولاي يوسف.
- 1349 هـ - نشوب تمرد في المملكة المتوكلية اليمنية بقيادة محمد الدباغ الحجازي، ضد الإمام يحيى حميد الدين في مدينة البيضاء والذي كان يهدف إلى إعادة حكم الحجاز من عبد العزيز آل سعود إلى الأشراف آل الحسين بن علي.
- 1371 هـ - إقرار الدستور الليبي في الاجتماع الذي عقدته الجمعية الوطنية الليبية في مدينة بنغازي. كان ذلك بحضور رئيس الجمعية الوطنية محمد أبو الأسعاد العالم، ونائبي الرئيس وهما عمر فاروق شنيب وأبو بكر أحمد أبو بكر.
- 1372 هـ - بداية انهيار الحكم الملكي في مصر بتنازل الملك فاروق عن عرشه في مصر، وإجباره على مغادرة البلاد، وذلك عقب قيام ثورة 1952 التي قامت بها حركة الضباط الأحرار.
- 1381 هـ - الشيخ عبد الله السالم الصباح يوقع اتفاقية تلغي معاهدة الحماية البريطانية على الكويت ويعلن استقلالها.
- 1389 هـ - قيام الرئيس الباكستاني محمد أيوب خان بالاستقالة عن منصبه، إثر الضغوط التي مورست عليه من قِبل المعارضة بالإضافة إلى المظاهرات التي طالبت برحيله.
- 1400 هـ - بداية انتفاضة محرم في القطيف شرق السعودية، وهي مواجهات حدثت بين أبناء المحافظة وقراها وبين قوات الحرس الوطني، وكانت هذه الأحداث متزامنه مع حادثة الحرم المكي.
- 1403 هـ - الملك فهد بن عبد العزيز آل سعود يضع حجر الأساس لمجمع الملك فهد لطباعة المصحف الشريف.
- 1419 هـ - بدأت شركة الاتصالات السعودية أعمالها بتوفير خدمات الاتصالات على نطاق السعودية.
- 1423 هـ - صدور أمر ملكي بترقية فهد بن عبد الله بن محمد آل سعود إلى رتبة فريق ركن وتعيينه قائداً للقوات البحرية الملكية السعودية.
- 1426 هـ - اغتيال رئيس وزراء لبنان الأسبق رفيق الحريري في تفجير سيارته في بيروت.
- 1430 هـ - الشيخ سعود بن راشد المعلا يتولى حكم إمارة أم القيوين خلفًا لوالده الشيخ راشد بن أحمد المعلا.
- 1432 هـ - السلطات الإسرائيلية تفرج عن رئيس الحركة الإسلامية في إسرائيل رائد صلاح بعد أن أمضى حكمًا بالسجن لمدة خمسة أشهر بتهمة الاعتداء على شرطي إسرائيلي.
- 1439 هـ -
  - ملك السعودية سلمان بن عبد العزيز يصدر قرارًا يمنح المرأة حق قيادة السيارة ابتداءً من يوم 10 شوال 1439 هـ الموافق 24 يونيو 2018.
  - مقتل 3 رجال أمن إسرائيليين وإصابة رابع في هجوم شنَّه شاب فلسطيني على مدخل مستوطنة «هار أدار» شمال غرب القدس.

## مواليد
- 1294 هـ - أحمد محرم، شاعر مصري.
- 1324 هـ - وجيه البارودي، طبيب وشاعر سوري.
- 1328 هـ - محمد بن الحسن الوزاني، سياسي وصحفي مغربي.
- 1333 هـ - أبو الحسن الندوي، مفكّر إسلامي وداعية هندي.
- 1343 هـ - لمياء فغالي، ممثلة لبنانية.
- 1349 هـ - أحمد توفيق، ممثل ومخرج مصري.
- 1351 هـ - مصطفى طلاس، عسكري وسياسي سوري.
- 1363 هـ - عمر البشير، رئيس السودان.
- 1376 هـ - محمد إبراهيم القزويني، رجل دين شيعي وخطيب حسيني عراقي.
- 1391 هـ -
  - يارا صبري، ممثلة سورية.
  - زهور حسين، ممثلة بحرينية.
- 1401 هـ - لارا حبيب، إعلامية لبنانية.
- 1411 هـ - أفنان فؤاد، ممثلة سعودية.

## وفيات
- 406 هـ - محمد بن الحسين بن موسى المعروف بالشريف الرضي، شاعر عباسي له بجانب شعره العديد من الكتب، يأتي في مقدمتها كتاب «نهج البلاغة».
- 621 هـ - ابن عبد السميع، عالم مسلم عراقي وأديب عربي.
- 1095 هـ - قرة مصطفى باشا، صدر أعظم عثماني.
- 1326 هـ - مصطفى كامل، زعيم وطني وأحد رواد التحرير في مصر ومن زعماء حركة الجامعة الإسلامية.
- 1388 هـ - محمد طه الحويزي، فقيه جعفري وشاعر إيراني عراقي.
- 1408 هـ - كامل ليلة، رئيس مجلس الشعب المصري وأحد أساتذة القانون المصريين.
- 1423 هـ - سامر السويلم الشهير بخطاب، أحد قادة الجهاد ضد القوات الروسية بأفغانستان والشيشان.
- 1426 هـ - رفيق الحريري، رئيس وزراء لبنان.
- 1430 هـ -
  - فيصل الرياحي، شاعر سعودي.
  - راشد بن أحمد المعلا، حاكم إمارة أم القيوين.

## وصلات خارجية
- موقع قصة الإسلام: حدث في شهر محرم.